# Algoma University
Die Algoma University (auch unter dem Namen Algoma University College bekannt) ist eine kanadische Universität in Sault Ste. Marie. Sie bietet 30 verschiedene Studienrichtungen an und arbeitete mit der Laurentian University zusammen.

## Fachbereiche
- Department of Biology
- Department of Geography & Geology
- Department of Business and Economics
- Department of History & Philosophy
- Department of Community Development & Social Work
- Department of Law and Politics
- Department of Computer Science and Mathematics
- Department of Psychology
- Department of English, Fine Arts & Music
- Department of Sociology

## Campus

### Shingwauk Halle und Adjacent Flügel
Im heute als Shingwauk Hall bezeichneten Gebäude war früher die ehemalige Shingwauk Indian Residential School, eine Internatsschule im Zwangssystem der Residential School für Kinder indigener Abstammung, untergebracht. Solche Schulen wurden an verschiedenen Orten überwiegend als kirchliche Einrichtungen betrieben. Diese Schule gab es von 1878 bis 1970. Das Gebäude wurde 1935 für die Neueröffnung der Internatsschule errichtet und durch die kanadische Bundesregierung am 28. April 2021 zu einer „Nationalen historischen Stätte“ erklärt.
Im Shingwauk Hall Gebäude befinden sich heute mehrere Hörsäle, Verwaltungs- und Fachbereichsbüros. Über alle drei Stockwerke ist es mit Flügelgebäuden nach Westen, Nordwesten und Osten verbunden. In diesen sind weitere Büros, Hörsäle, eine Bücherei und mehrere Arbeitsräume für Studierende angesiedelt.

### Bioscience Technology and Convergence Centre
Im Jahre 2009 erhielt die Universität mehr als 16 Millionen CAD für den Bau eines Biowissenschafts- und Technologiezentrums. Die Bauarbeiten begannen im September 2009, das Gebäude wurde 2011 eröffnet. Es hat mehrere Hörsäle, Laboratorien und reichlich Platz für Studierende und Professoren. Mehrere Institute wurden angesiedelt, darunter das Health Informatics Research Institute, das Invasive Species Research Institute, das Sault Ste. Marie Innovation Centre und das Algoma Games for Health.

### Fine Arts und Musikerziehung (FAME)
Wegen der Zunahme der Studentenzahlen plante die Universität einen weiteren Ausbau im Jahr 2021. Dieser soll im Zuge der Renovierung eines Gebäudes in der Innenstadt von Sault Ste. Marie entstehen, dem ehemaligen Windsor Park Hotel.

## Bildergalerie

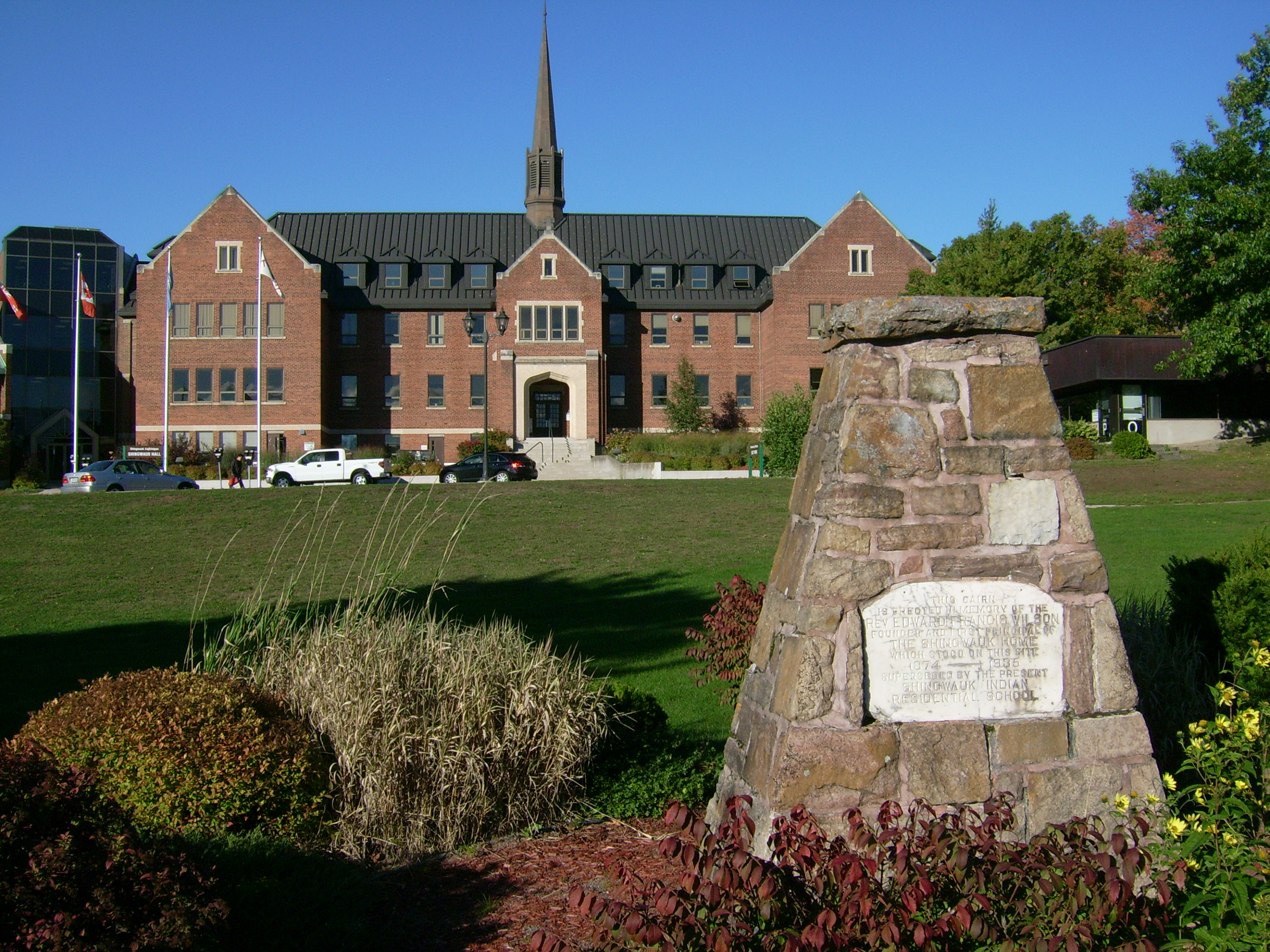
Campus
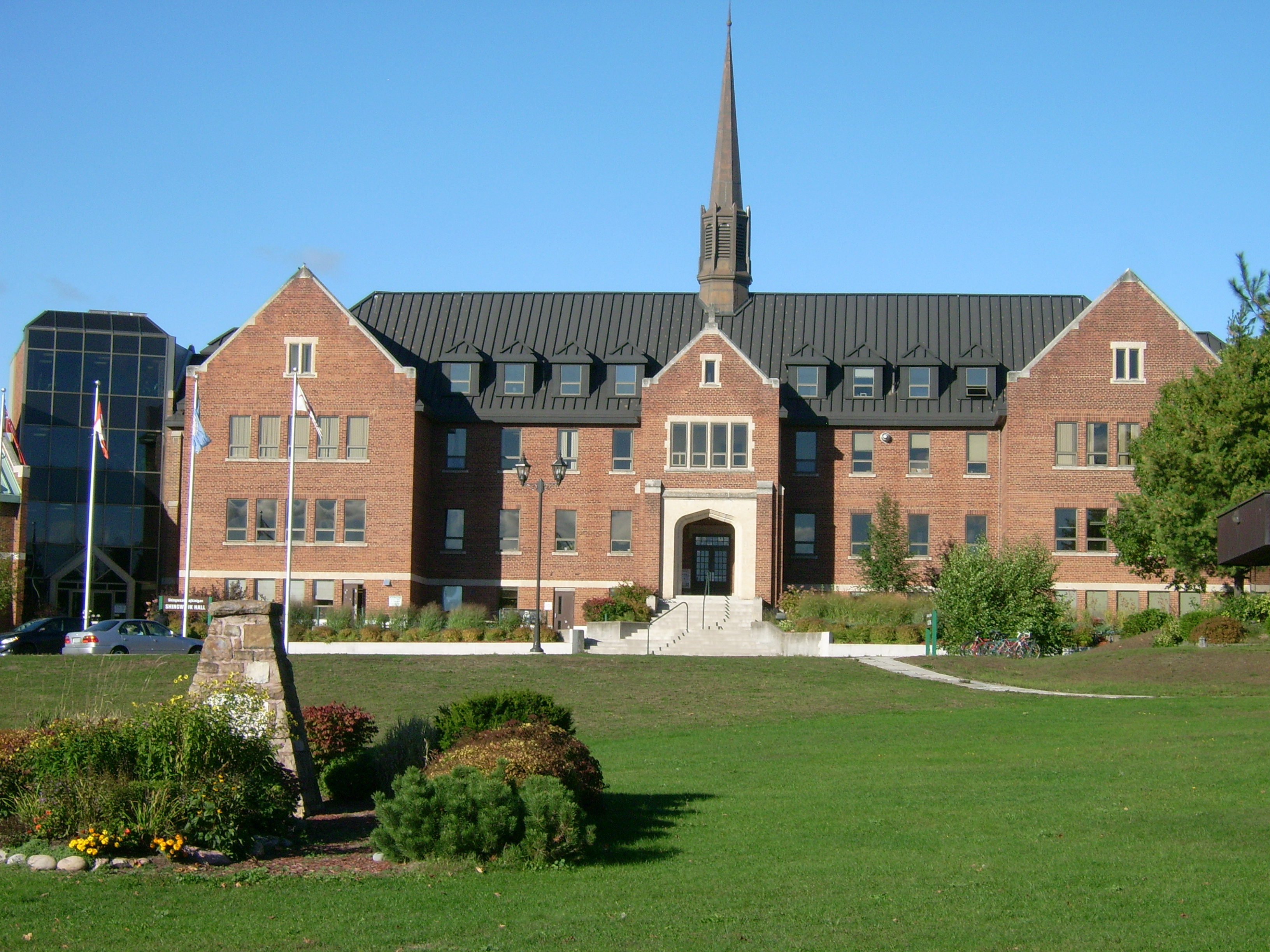
Shingwauk Hall
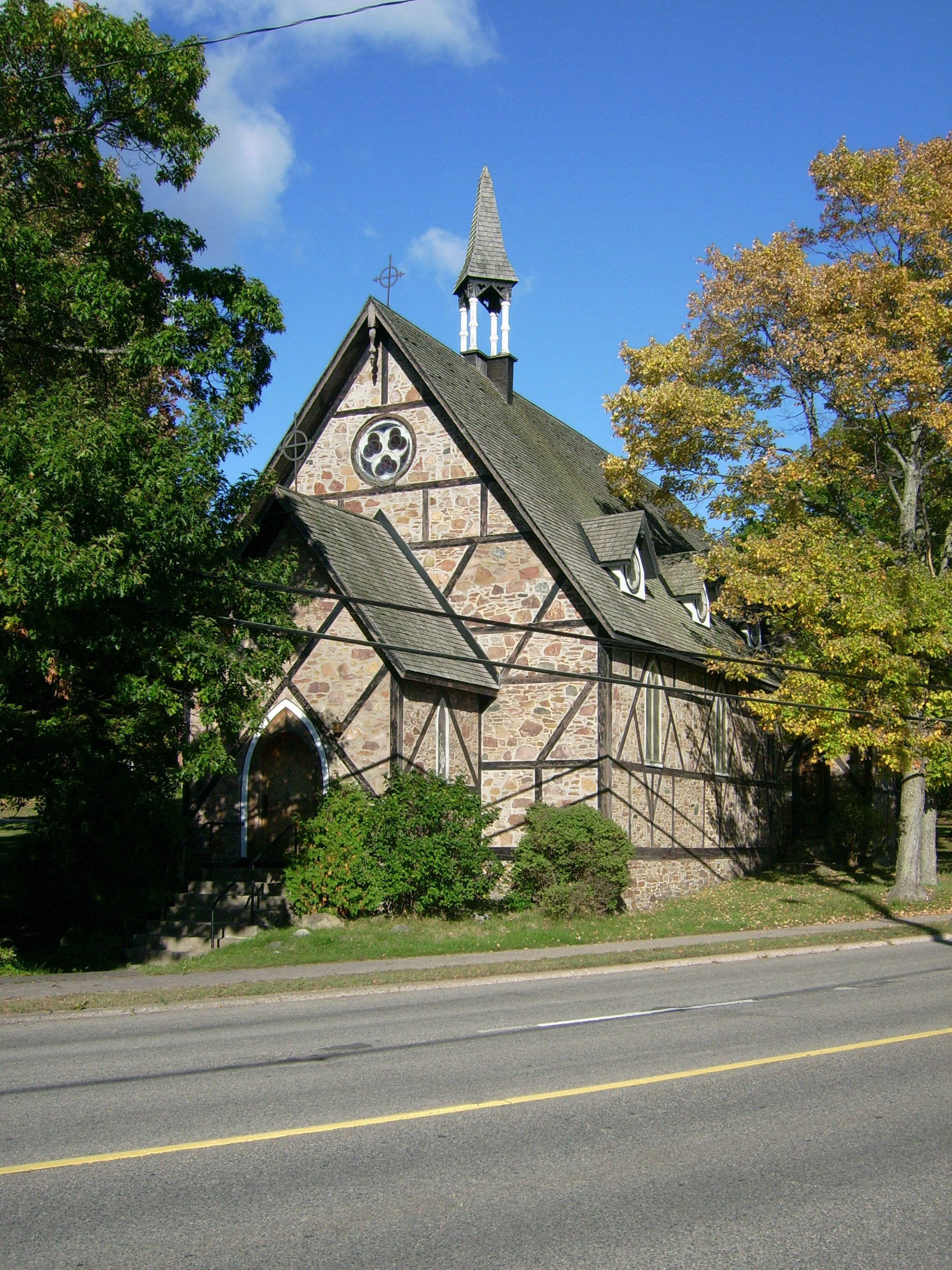
Bishop Fauquier Memorial Chapel
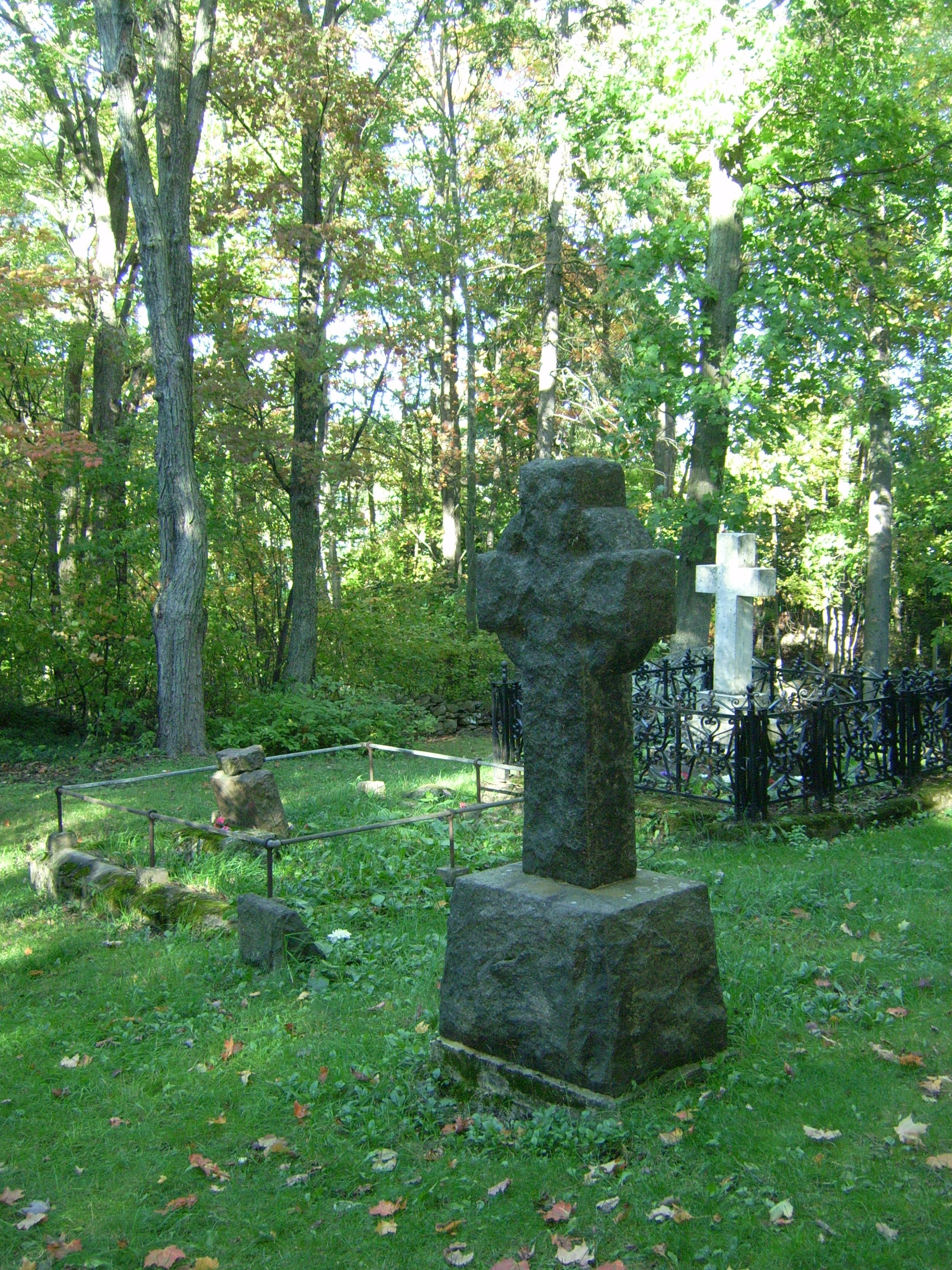
Residential school memorial